# 劇場版 NARUTO -ナルト- ブラッド・プリズン
『劇場版 NARUTO -ナルト- ブラッド・プリズン』（げきじょうばん ナルト ブラッド・プリズン、NARUTO Blood Prison）は、2011年7月30日に公開された日本のアニメ映画。漫画『NARUTO -ナルト-』を原作としたテレビアニメの劇場版。監督は前々作および前作に引き続きむらた雅彦。アニメ第2期の劇場版としては、これが第5作目である。キャッチコピーは、「誇りをかけた激闘へ!」「脱獄か、さもなくば服従か」。
同時上映作品は『炎の中忍試験! ナルトvs木ノ葉丸!!』。

## 概要
『NARUTO -ナルト-』の劇場版アニメ第8弾。これまでの劇場版作品にはテレビアニメの脚本家が携わっていたが、本作はミステリー作家の東山彰良が担当している。そのためアニメ第2期のタイトル「疾風伝」の名が外されている。
ゲスト声優として俳優の上川隆也が出演、主題歌を同じく俳優の上地雄輔がアーティスト「遊助」名義で担当する。
全国260スクリーンで公開され、2011年7月30、31日の初日2日間で興収1億2,696万2,900円、動員11万722人になり映画観客動員ランキング（興行通信社調べ）で初登場第6位となった。また、ぴあ初日満足度ランキングでも第3位に評価されている。
2012年4月27日にはDVDが発売された。

## ストーリー
草隠れの里の極秘任務について話し合いをしていた雷影たち。しかしその途中、一人の忍が雷影を襲撃した。なんとか撃退した雷影は、その犯人をナルトと証言し、綱手はナルトを忍用の監禁施設「鬼灯城」に連行するよう命じる。「鬼灯城」に連れて来られたナルトはそこで城主無為、そして草隠れの陰謀に巻き込まれる。

## あらすじ
草隠れにあるとする「極楽の匣」を狙う会議を行う雷影が突如ナルトに襲撃される。木ノ葉隠れの里はナルトを草隠れにある「鬼灯城」に収監を決定、見に覚えのないナルトは反発するも牢獄に連行される。
鬼灯城は里からの信頼を失った忍が送られる監獄、囚人は城主無為に天牢の術をかけられチャクラを練ることが出来ず逃げ出せば丸焦げになってしまう。里の命令は絶対、子供であっても情をかけたら信用を失い収監されるそんな忍の掟に反発するナルトはバンダナの収監者から騒ぎを起こすなと釘を差される。
独房で眠っていたナルトを無為の協力者マロイが拉致、しかし影分身でありナルトはこのチャンスに脱獄を図るも失敗し懲罰房へと送られてしまう。無為を倒せば天牢は解けるとの情報を得たナルトは無為に勝負を挑む。無為はナルトに里とは何か、里のため何の恨みのない人間を殺したことがあるのかと問い、ナルトは「ふざけるな！」と返す。勝負は負けまた懲罰房へと送られる。
再び脱獄するチャンスを掴んだナルトは火遁の効かない海での脱出を試みるも失敗、バンダナの忍に命を助けられる。彼女の名は竜舌、草隠れの暗部であり無為の計画阻止のため潜入していたのだ。かつて草隠れは匣を開け世界を手中に収めようとするも里は壊滅、それ以来里は再び開ける「実」、閉じたままの「花」に分かれ彼女は花に属している。
竜舌は匣のために死んだ友人の無垢の思いを胸に、ナルトは無為に問われたことを再び考える。ナルトは再び無為に勝負を挑むも敗北、この機会に龍舌は無為暗殺に動くも失敗。ナルトに変化し犯罪を起こす事で鬼灯城に捉る、人柱力の膨大なチャクラを使い匣を開き草隠れが世界を支配する、実の上役はナルトに変化した襲撃実行犯のカザンを罠に嵌めこの作戦の口封じに成功する。
騒ぎを起こし匣にたどり着くも企てはバレており実のナルトを捉えた無為により実の計画は成功する。かつてナルトに尋ねた事は「ふざけるな！」と自分も思っているだからこそ匣を開けるのだと答える。チャクラを吸った匣は地上に上がり実の上役も駆けつける。無為は匣に差し出した息子無垢ともう一度会う事を願う、無為にとっての里は息子に死んだ時に死んだと。無為を止めようと上役が動くと死んだはずのカザンが立ち塞がる、海に落ちた時無為に助けられていたのだ。そして匣は開き無為は無垢と再開する。
無垢は無為を貫きカザンも切り捨てる、人の変わった無垢に竜舌は自分らしくない自分を取り戻せと語りかけると無垢は化け物「サトリ」に豹変する。極楽の匣は人々を吸い込み恐ろしい兵器として暴走する。心を読むサトリはナルトの攻撃をかわし絶体絶命のなか仲間達が駆けつける。ナルトを鬼灯城に送ったのは雲隠れの里との合同任務でありナルトに真実を話すと上手く行かない事から秘密にしていたのだ。戦いのさなかサトリは竜舌の心は読めない事にナルトは気づく。
サトリは相手の恐怖心に反応し攻撃を避けている、その事実に気づいたナルトは恐れを捨てる、無垢に無為の事、大切な事を伝えるも匣に中で恐怖以外の感情を失った無垢には届かない。そしてサトリはナルトを庇った竜舌を貫く。ナルトの語りかけに無為は答え再び立ち上がる、もう元に戻らない無垢のため罪滅ぼしとして一緒に死のうと。天牢の術でサトリは縛られ風遁螺旋手裏剣でサトリは倒される。サトリは無垢の姿に姿を戻るもサトリで無為を攻撃、無為は命を落とす。無垢は火遁・鬼灯篭で身を焦がし匣の中に戻っていった。戦いで傷ついたナルトは死の淵を彷徨っておりサクラが治療を試みるも効果がない、もう自分は助からない事を悟った竜舌は秘術によりナルトを蘇生し命を落とす。
匣は海底へと封印されナルトは無為と竜舌の墓の前で大切な物を守る事を誓い竜舌のバンダナを巻いて木の葉に帰るのであった。

## 登場人物

### メインキャラクター
- うずまきナルト（声 - 竹内順子）
- 春野サクラ（声 - 中村千絵）
- はたけカカシ（声 - 井上和彦）
- ヤマト（声 - 小山力也）
- 五代目火影・綱手（声 - 勝生真沙子）
- 奈良シカマル（声 - 森久保祥太郎）
- 秋道チョウジ（声 - 伊藤健太郎）
- 犬塚キバ（声 - 鳥海浩輔）
- 日向ネジ（声 - 遠近孝一）
- テンテン（声 - 田村ゆかり）
- ガマブン太（声 - 中博史）
- 四代目雷影・エー（声 - 手塚秀彰）
- キラービー（声 - 江川央生）
- サムイ（声 - よのひかり）
- オモイ（声 - 河本邦弘）
- カルイ（声 - 小松由佳）

以上の人物についてはリンク先のページおよびNARUTO -ナルト-の登場人物を参照。

### オリジナルキャラクター
無為（ムイ）
声 - てらそままさき
監獄・鬼灯城の城主。草隠れの強硬派「実」に属する。禁錮術「火遁・天牢」で囚人たちの自由を奪い、時には自ら手を下す。
竜舌（リュウゼツ）
声 - 園崎未恵
ナルトと同時期に鬼灯城に収監された囚人。その正体は蘇生系統の血継限界を持つ、草隠れの穏健派「花」に属する暗部の忍で、潜入にあたり男装している。無為には無垢を死に追いやった私怨も抱いている。
無垢（ムク） / サトリ
声 - 中村悠一、河西健吾（少年期）
無為の息子。竜舌の親友。草隠れの里では里始まって以来の天才とうたわれていたが、極楽の匣を開けるために利用され、匣に飲まれた。
カザン
声 - 廣田行生
湯隠れの忍で、百変化という通り名を持つ変装の達人。鎖鎌を得物とする。
マロイ
声 - 上川隆也（ゲスト出演）
囚人だが、無為の腰巾着と名乗る。正体は雲隠れの里のスパイで、極楽の匣の秘密を探るため鬼灯城に潜入していた。キラービーとは知り合いである。

## 用語
鬼灯城（ほおずきじょう）
草隠れの里にある監獄。各国で問題を起こした忍達を多数収監している。収監者は城主の「火遁・天牢」で無力化され、海に入って術を無効化しようとしても海流に呑まれほぼ確実に死亡するため、脱出不可能と称される所以となっている。
本作以降も、小説『カカシ秘伝』およびテレビアニメ『BORUTO-ボルト- -NARUTO NEXT GENERATIONS-』に登場している。
極楽の匣
開ければ何でも願いが叶うという言い伝えがある匣。顔の付いた巨大な立方体の形をしており、開けるためには膨大なチャクラを必要とする。
その正体は、六道仙人の時代に存在した最終兵器。入れられた人間をサトリという怪物に変え、鼠算式にサトリを生み出し最後は世界を滅ぼしてしまう。

## スタッフ
- 原作 - 岸本斉史
- 監督 - むらた雅彦
- 脚本 - 東山彰良
- キャラクターデザイン - 西尾鉄也、鈴木博文、薮野浩二、山下宏幸
- 絵コンテ - むらた雅彦、濁川敦、熊谷雅晃、空島かるた、にいどめとしや、香川豊
- 演出 - むらた雅彦、濁川敦、熊谷雅晃、渡部周
- 総作画監督 - 鈴木博文、清水義治、堀内博之、櫻井親良、薮野浩二、金塚泰彦
- 作画監督 - 渡邊敬介、堀越久美子、田中ちゆき、櫻井親良、薮野浩二、堀内博之、清水義治、金塚泰彦
- エフェクト作画監督 - 橋本敬史
- 美術監督 - 一色美緒
- 色彩設計 - 川見拓也
- 撮影監督 - 松本敦穂
- 編集 - 森田清次、及川雪江
- 音楽 - 高梨康治、刃-yaiba-
- 音響監督 - えびなやすのり
- 録音演出 - 神尾千春
- プロデューサー - 東不可止、朴谷直治
- アニメーション制作 - ぴえろ
- 制作 - 劇場版NARUTO製作委員会（テレビ東京、集英社、ぴえろ、アニプレックス、電通、バンダイ）
- 配給 - 東宝

## 主題歌
- 遊助『雄叫び』

## 短編映画
『炎の中忍試験!ナルトVS木ノ葉丸!!』（ほのおのちゅうにんしけん! ナルトバーサスこのはまる!!）は、同時上映の短編エピソード。
第四次忍界大戦に備え実施された中忍試験。そこで木ノ葉丸はナルトと対決することに。

### キャスト
- うずまきナルト - 竹内順子
- 木ノ葉丸 - 大谷育江
- 春野サクラ 中村千絵
- 我愛羅 - 石田彰
- テマリ - 朴璐美
- カンクロウ - 加瀬康之
- エビス - 飛田展男
- モエギ - 下屋則子
- ウドン - 重松朋
- 奈良シカマル - 森久保祥太郎
- カルイ - 小松由佳
- オモイ - 河本邦弘
- 三河テヅツ - 山口翔平
- 池乃カマキリ - 岩崎了
- 斜路エリマキ - 行成とあ
- 砕気コブシ - 奥村翔
- 中忍試験観客 - 中西としはる
- はたけカカシ - 井上和彦

### スタッフ
- 監督 - 伊達勇登
- 絵コンテ・演出 - サトウシンジ
- プランニングマネージャー - 廣部琢之
- プロデューサー - 東不可止、朴谷直治
- 脚本 - 宮田由佳
- 原作 - 岸本斉史
- キャラクターデザイン - 西尾鉄也、鈴木博文
- 作画監督 - 兵渡勝
- 撮影監督 - 松本敦穂
- 美術 - 横松紀彦
- 音楽 - 藤澤健至、水谷広実
- 音楽制作 - ANIPLEX
- 音楽協力 - テレビ東京ミュージック
- 音響監督 - えびなやすのり
- 録音演出 - 神尾千春
- 録音助手 - 長野静香
- オフライン編集 - 森田清次、及川雪江
- ビデオ編集室 - 村仲康太郎、河村圭太
- 音響効果 - 長谷川卓也
- 音響制作 - 楽音舎
- 音響プロデューサー - 塚田政宏
- サウンド・ミキサー - 蛯名恭範
- 色彩設計 - 川見拓也

### 主題歌
- OKAMOTO'S「Future Eve」

## 小説版
- NARUTO -ナルト-　鬼燈の城<ブラッド・プリズン> ISBN 978-4087032499

ジャンプ ジェイ ブックスより2011年7月4日発売。劇場版の脚本を手がけた東山彰良が執筆。イラストは原作者の岸本斉史が担当。